# Jeff Nielsen
Jeffrey Michael „Jeff“ Nielsen (* 20. September 1971 in Grand Rapids, Minnesota) ist ein ehemaliger US-amerikanischer Eishockeyspieler, der im Verlauf seiner aktiven Karriere zwischen 1990 und 2001 unter anderem 256 Spiele für die New York Rangers, Mighty Ducks of Anaheim und Minnesota Wild in der National Hockey League (NHL) auf der Position des rechten Flügelstürmers bestritten hat. Sein jüngerer Bruder Kirk Nielsen war ebenfalls professioneller Eishockeyspieler in der NHL.

## Karriere
Jeff Nielsen begann seine Karriere bei der University of Minnesota. Beim NHL Entry Draft 1990 wurde in der vierten Runde an 69. Position von den New York Rangers aus der National Hockey League (NHL) ausgewählt. Danach spielte er weitere vier Jahre im Team der University of Minnesota in der National Collegiate Athletic Association (NCAA). Er verbesserte sich jedes Jahr und führte die Mannschaft in seiner letzten Saison. Aufgrund seiner guten Leistungen wurde er 1994 ins Second All-Star Team der Western Collegiate Hockey Association (WCHA) gewählt. Im selben Jahr wurde er ins Farmteam der New York Rangers, den Binghamton Rangers, aufgenommen. Er absolvierte drei Spielzeiten bei den Binghamton Rangers in der American Hockey League (AHL). Während der Saison 1996/97 erreichte er 53 Scorerpunkten in 76 Spielen. In diesem Jahr feierte er auch sein NHL-Debüt, er absolvierte zwei Spiele bei den New York Rangers.
Danach unterschrieb Nielsen als Free Agent einen Vertrag bei den Mighty Ducks of Anaheim. Er spielte die Saison 1997/98 bei den Mighty Ducks und im Farmteam, den Cincinnati Mighty Ducks. In der darauffolgenden Saison erspielte sich Nielsen in der NHL bei den Ducks einen Stammplatz. Er kam auf 80 Spiele und erzielte neun Punkte. Im Spieljahr 1999/2000 verdoppelte er seine Punktausbeute und wurde in den Kader der US-amerikanischen Nationalmannschaft für die Weltmeisterschaft 2000 berufen. Dort belegte er mit dem Team den fünften Rang. Nielsen wurde im NHL Expansion Draft 2000 vom neu gegründeten Franchise der Minnesota Wild gewählt. Er bestritt eine Saison für die Wild, bevor er im Jahr 2001 seine Karriere noch vor seinem 30. Geburtstag beendete.

## Erfolge und Auszeichnungen
- 1993 Broadmoor-Trophy-Gewinn mit der University of Minnesota
- 1994 Broadmoor-Trophy-Gewinn mit der University of Minnesota
- 1994 WCHA Second All-Star Team

## Karrierestatistik

### International
Vertrat die USA bei:
- Weltmeisterschaft 2000

(Legende zur Spielerstatistik: Sp oder GP = absolvierte Spiele; T oder G = erzielte Tore; V oder A = erzielte Assists; Pkt oder Pts = erzielte Scorerpunkte; SM oder PIM = erhaltene Strafminuten; +/− = Plus/Minus-Bilanz; PP = erzielte Überzahltore; SH = erzielte Unterzahltore; GW = erzielte Siegtore; 1 Play-downs/Relegation; Kursiv: Statistik nicht vollständig)